# 1640 au théâtre
| Années du théâtre : 1637 - 1638 - 1639 - 1640 - 1641 - 1642 - 1643    |
| Décennies du théâtre : 1610 - 1620 - 1630 - 1640 - 1650 - 1660 - 1670 |

## Pièces de théâtre publiées
- Horace, tragédie de Pierre Corneille.
- Iphigénie, tragédie de Jean de Rotrou.

## Naissances
- 26 avril (baptême) : Willem Godschalck van Focquenbroch, poète et dramaturge des Pays-Bas septentrionaux, mort en juin 1670.
- 14 décembre : Aphra Behn, dramaturge et romancière anglaise, morte le 16 avril 1689.
- Date précise non connue : 
  - Edward Kynaston, comédien anglais, mort en janvier 1706.
  - William Wycherley, dramaturge et poète anglais, mort le 31 décembre 1715.
- Vers 1640 : 
  - Jean Des Urlis, acteur français, mort après 1707.
  - Marie-Catherine de Villedieu dite Madame de Villedieu, dramaturge française, née le 20 octobre 1683.

## Décès
- 17 mars : Philip Massinger, dramaturge anglais, né en 1583.
- 28 avril : William Alabaster, poète, un dramaturge et écrivain religieux anglais, né le 27 février 1567.